# 庫克海崖
庫克海崖（英語：Cooke Bluff），是南極洲的海崖，位於維多利亞地的斯科特海岸，處於魯克羅弗特冰川和羅格斯冰川之間，在1994年以美國地質調查局的製圖師命名，現時由南極條約體系管理。